# John Owen (poeta)
John Owen (ur. 1560 w Plas-du, Llanarmon, Caernarvonshire, zm. 1622 w Londynie) – walijko-łaciński poeta, autor zbioru dowcipnych epigramatów Epigrammata (1606), popularnych w europejskiej literaturze barokowej.
Owen kształcił się w Winchester School i New College w Oksfordzie. W latach 1584–1591 był członkiem jego kolegium, kiedy został nauczycielem, najpierw w Trelleck, niedaleko Monmouth w Walii, a następnie około 1594 w Warwick, gdzie był dyrektorem szkoły ufundowanej przez króla Henryka VIII. Wyróżniał się nie tylko biegłą znajomością łaciny, ale także humorem i trafnością epigramatów. Doskonała znajomość j. łacińskiego przyniosła mu przydomek brytyjskiego Marcjalisa, od nazwiska starożytnego rzymskiego poety. Będąc zagorzałym protestantem, nie mógł oprzeć się pokusie zwrócenia się przeciwko rzymskiemu katolicyzmowi. Praktyka ta spowodowała, że w 1654 jego książka została umieszczona w  Index Librorum Prohibitorum (Indeksie Ksiąg Zakazanych) i doprowadziła do tego, że jego bogaty wuj, rzymski katolik wykreślił go ze swojego testamentu. Epigramaty Owena są podzielone na 12 ksiąg, z których pierwsze cztery zostały opublikowane w 1606, a pozostałe w czterech różnych okresach. Owen często przekładał wiersze swoich poprzedników na j. łaciński. Jedno z takich zapożyczeń zostało uznane za cytat: Tempora mutantur, nos et mutamur in illis (Czasy się zmieniają, a my zmieniamy się wraz z nimi). Po jego śmierci wzniesiono pomnik ku jego czci w katedrze św. Pawła w Londynie, gdzie został pochowany. W Polsce naśladował go Wespazjan Kochowski.